# Pásztor Miklós

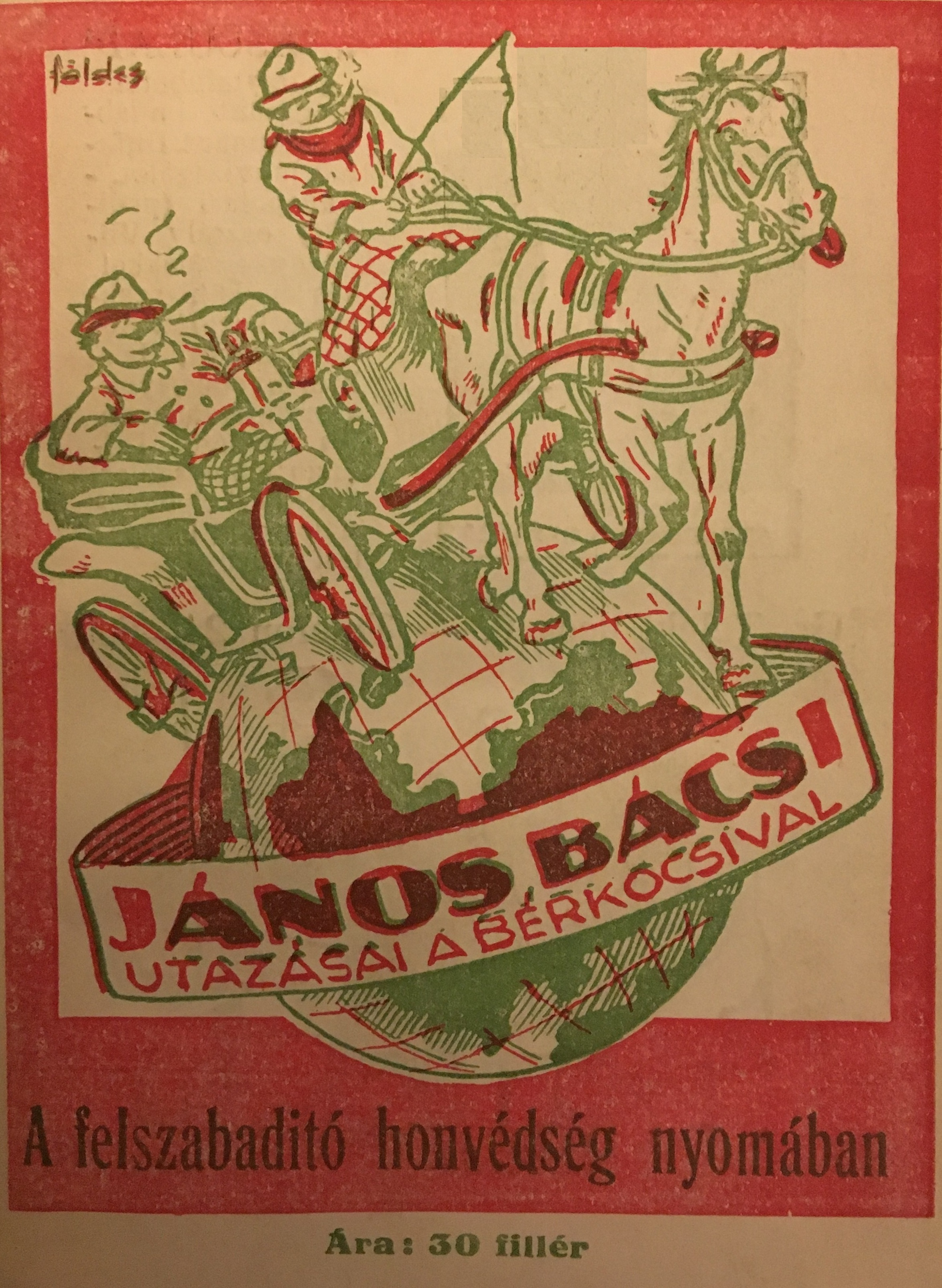
Borító

Pásztor Miklós (Nagyvárad, 1911. február 18. – Ukrajna, 1943. január 13.) erdélyi magyar hírlapíró, szerkesztő.

## Életútja
Régi újságíró családból származott: édesapja, Pásztor Árpád is „lapember” volt, nagybátyja, Pásztor Bertalan neves újságíró. Miután 1928-ban felsőkereskedelmi iskolai érettségit tett szülővárosában, a nagyváradi Friss Újság kötelékébe lépett, s 1936-tól a lap szerkesztője. Írói adottságokról tanúskodó cikkei, riportjai kiemelkednek az átlagos újságírás színvonalából. Rendszeresen szervezett irodalmi esteket. A negyvenes években, amikor származása miatt kiszorul a sajtóból, Horváth Imre költő felajánlására az ő neve alatt közöl cikkeket budapesti lapokban.
Szépirodalmi kísérletei közül színdarabjai a jelentősebbek. Húszéves találkozó című színművét 1931-ben mutatta be a nagyváradi Városi Színház. Humoros írásainak gyűjteményét füzetsorozatban adta közre, Nagyváradon, Pásztor Ede könyvnyomdájában és a Gutenberg könyvnyomdában, 1934 és 1941 között, János bácsi utazásai a bérkocsival címmel, az egyes füzetek következő alcímeivel:
1. Végig Erdéjen. Erdéji és Regátyi tapasztalatok;Oradea, Pásztor Ny., 1934
2. Abesszínián keresztül. Maglavitban, a Regátban, Bucurestiben, Olaszországban és az abesszín harctéren; Oradea, Pásztor Ede Kvny, 1935
3. A spanyol polgárháboru frontján. Budapesten, Bécsben, a berlini olimpiászon, Franciaországban és a spanyol polgárháború frontjain; Oradea, Pásztor Ny, 1937
4. A felszabadító honvédség nyomában; Nagyvárad, Gutenberg Ny., 1941